# .zm
.zm – domena internetowa przypisana od roku 1994 do Zambii i administrowana przez ZAMNET Communication Systems Ltd.

## Domeny drugiego poziomu
- ac.zm: instytucje naukowe
- co.zm: podmioty komercyjne
- com.zm: podmioty komercyjne
- edu.zm: instytucje naukowe
- gov.zm: strony rządowe
- net.zm: dostawcy sieci
- org.zm: organizacje niekomercyjne
- sch.zm: szkoły
- boz.zm: bank